# Гагоя
Гагоя — река в России, протекает по Подпорожскому району Ленинградской области.
Исток — Гагозеро. Течёт на северо-запад, в среднем течении принимает правый приток — Мустое. Впадает в Лигозеро, из которого вытекает река Каковская. Длина реки составляет 12 км.
Населённых пунктов на реке нет. В 4 км от устья, на Вонозере, расположен бывший населённый пункт Сосново. В 15 км к северу от устья расположен город Подпорожье.

## Данные водного реестра
По данным государственного водного реестра России относится к Балтийскому бассейновому округу, водохозяйственный участок реки — Свирь без бассейна Онежского озера, речной подбассейн реки — Свирь (включая реки бассейна Онежского озера). Относится к речному бассейну реки Нева (включая бассейны рек Онежского и Ладожского озера).
Код объекта в государственном водном реестре — 01040100712102000012721.